# Ferre
Ferre is een Belgisch bier van hoge gisting.
Het bier wordt gebrouwen in Brouwerij Maenhout te Meulebeke. 
Het is een amberkleurig bier, type quadrupel met een alcoholpercentage van 10%. Het bier heeft een moutig aroma is redelijk zoet met mout en alcohol in de smaak en een bittere afdronk. Het bier werd in februari 2013 gelanceerd als eerbetoon aan pater Ferdinand Verbiest uit het West-Vlaamse Pittem